# Alfred the Great
Alfred the Great (tiếng Anh cổ: Ælfrēd, Ælfrǣd,, nghĩa là "elf chỉ bảo"; k. 849 – 26 tháng 10 năm 899) là Quốc vương của Vương quốc Wessex (phía nam nước Anh Anglo-Saxon) từ năm 871 đến khi qua đời vào năm 899.
Alfred bảo vệ được vương quốc của ông trước các cuộc chinh phục của người Viking và trước khi chết đã trở thành người cai trị chiếm ưu thế nhất ở Anh . Ông là một trong hai quốc vương của nước Anh được trao danh hiệu "Đại đế", người còn lại là Knud Đại đế (mặc dù Knud không phải là người Saxon, mà là người Đan Mạch). Ông là vị vua người West Saxons đầu tiên lấy danh hiệu "Vua của người Anglo-Saxon". Chi tiết về cuộc đời của Alfred được mô tả trong tác phẩm của nhà học giả xứ Welsh là giám mục Asser vào thế kỷ thứ X.
Ngoài ra, ông còn là một người ham học hỏi, đã ủng hộ giáo dục và cải tiến luật pháp.

## Tuổi thơ
Alfred được sinh ra ở làng Wanating, nay là Wantage, Oxfordshire. Ông là con trai út của vua Æthelwulf xứ Wessex với người vợ đầu tiên là Osburh .
Năm 853, vừa được bốn tuổi, Alfred được cho là đã được gửi đến Rome, nơi mà theo Ký sự Anglo-Saxon , ông đã được Giáo hoàng Leo IV "xức dầu làm vua". Các nhà văn thời Victoria sau đó giải thích đây là một lễ đăng quang trước để chuẩn bị cho việc ông lên ngôi vua xứ Wessex. Tuy nhiên, việc ông kế nhiệm là điều khó có thể xảy ra tại thời điểm đó vì Alfred vẫn còn ba người anh. Một lá thư của Leo IV cho thấy rằng Alfred phong làm "quan chấp chính"; một sự hiểu sai của sự trao quyền này, cố ý hay vô tình, có thể giải thích được sự nhầm lẫn này . Nó cũng có thể dựa trên việc Alfred theo cha trong một cuộc hành hương đến Rome, nơi ông đã trải qua một thời gian tại triều đình của Charles Hói, Vua của người Frank, khoảng năm 854 đến 855.
Trên đường về từ Rome vào năm 856, Æthelwulf bị xoán ngôi bởi con trai của ông là Æthelbald. Trước nghi cơ của một cuộc nội chiến, các đại thần của vương quốc đã gặp nhau để tìm ra một thỏa hiệp. Theo đó Æthelbald sẽ cai trị vùng đất phía tây và Æthelwulf sẽ cai trị ở phía đông. Khi vua Æthelwulf chết vào năm 858, Wessex lần lượt được cai trị bởi ba người anh của Alfred là Æthelbald, Æthelberht và Æthelred .
Giám mục Asser kể câu chuyện về việc cậu bé Alfred đã có được một quyển thơ ca của người Saxon, được trao bởi mẹ của ông do là người con đầu tiên của bà có thể ghi nhớ nó . Truyền thuyết cũng kể rằng Alfred lúc trẻ đã dành thời gian sống tại Ireland để chữa bệnh. Alfred gặp nhiều rắc rối bởi các vấn đề sức khỏe trong suốt cuộc đời của ông. Người ta nghĩ rằng ông có thể đã bị bệnh Crohn. Tượng của Alfred ở Winchester và Wantage miêu tả ông như một chiến binh vĩ đại. Bằng chứng cho thấy ông không mang thể chất mạnh mẽ và mặc dù không thiếu lòng can đảm, ông được biết đến về trí tuệ của mình hơn là một nhân vật hiếu chiến .

## Dưới thời của anh trai

Bản đồ các con đường mà Đại quân Ngoại đạo của người Viking dùng để đến được nước Anh từ Đan Mạch, Na Uy và phía nam Thụy Điển vào năm 865.

Trong suốt triều đại ngắn ngủi của hai người anh lớn tuổi nhất, Æthelbald của Wessex và Æthelberht của Wessex, Alfred không được nhắc đến. Một đội quân người Danes mà Ký sự Anglo-Saxon mô tả là Đại quân Ngoại đạo đã đổ bộ ở Đông Anglia với ý định chinh phục bốn vương quốc tạo thành nước Anh của người Anglo-Saxon vào năm 865 . Trong bổi cảnh này cuộc đời của Alfred bắt đầu được biết đến, với việc lên ngôi của người anh thứ ba của ông là Æthelred của Wessex vào năm 865.
Trong thời gian này, Giám mục Asser áp dụng cho một Alfred danh hiệu độc đáo là "secundarius", một vị trí tương dương với chức vụ tanist của người Celt, tức là người kế vị được công nhận liên quan chặt chẽ với quốc vương trị vì. Có thể là sự sắp xếp này được áp dụng bởi cha của Alfred, hoặc bởi các Witan, để chống lại các mối nguy hiểm từ một chuỗi tranh chấp nếu Æthelred tử trận. Sự sắp xếp của người kế thừa như một hoàng tử và chỉ huy quân sự khá phổ biến trong số các dân tộc German khác, chẳng hạn như người Thụy Điển và người Frank, các dân tộc mà người Anglo-Saxon có liên quan chặt chẽ nhất.

### Chống lại cuộc xâm lược của người Viking
Năm 868, Alfred được ghi nhận là đã chiến đấu bên cạnh Æthelred trong một nỗ lực không thành công để giữ chân Đại quân Ngoại đạo dẫn đầu bởi Ivar Không xương ra khỏi Vương quốc Mercia liền kề . Vào cuối năm 870, Ivar Không xương rút về nước. Các năm sau đó được gọi là "năm chiến trận của Alfred". Chín cuộc giao tranh đã xảy ra với những kết quả khác nhau, mặc dù địa điểm và ngày tháng của chúng đã không được ghi chép lại.
Tại Berkshire, một cuộc giao tranh thành công trong trận Englefield vào ngày 31 tháng 12 năm 870 đã được theo sau bởi một thất bại nặng nề trong cuộc bao vây tiến hành bởi của anh trai của Ivar là Halfdan Ragnarsson vào ngày 5 tháng 1 năm 871. Bốn ngày sau đó, người Anglo-Saxon giành được một chiến thắng rực rỡ trong trận Ashdown tại Berkshire Downs, có thể gần Compton hoặc Aldworth. Alfred được ghi nhận với sự thành công của trận chiến này .
Cuối tháng đó, vào ngày 22 tháng 1, người Saxon bị đánh bại tại trận Basing. Họ bị đánh bại một lần nữa vào ngày 22 tháng 3 tại trận Marton (có lẽ là Marden tại Wiltshire hoặc Martin ở Dorset) . Æthelred chết ngay sau đó vào ngày 23 tháng 4.

## Chiến đấu

### Đấu tranh ban đầu, thất bại và trốn chạy

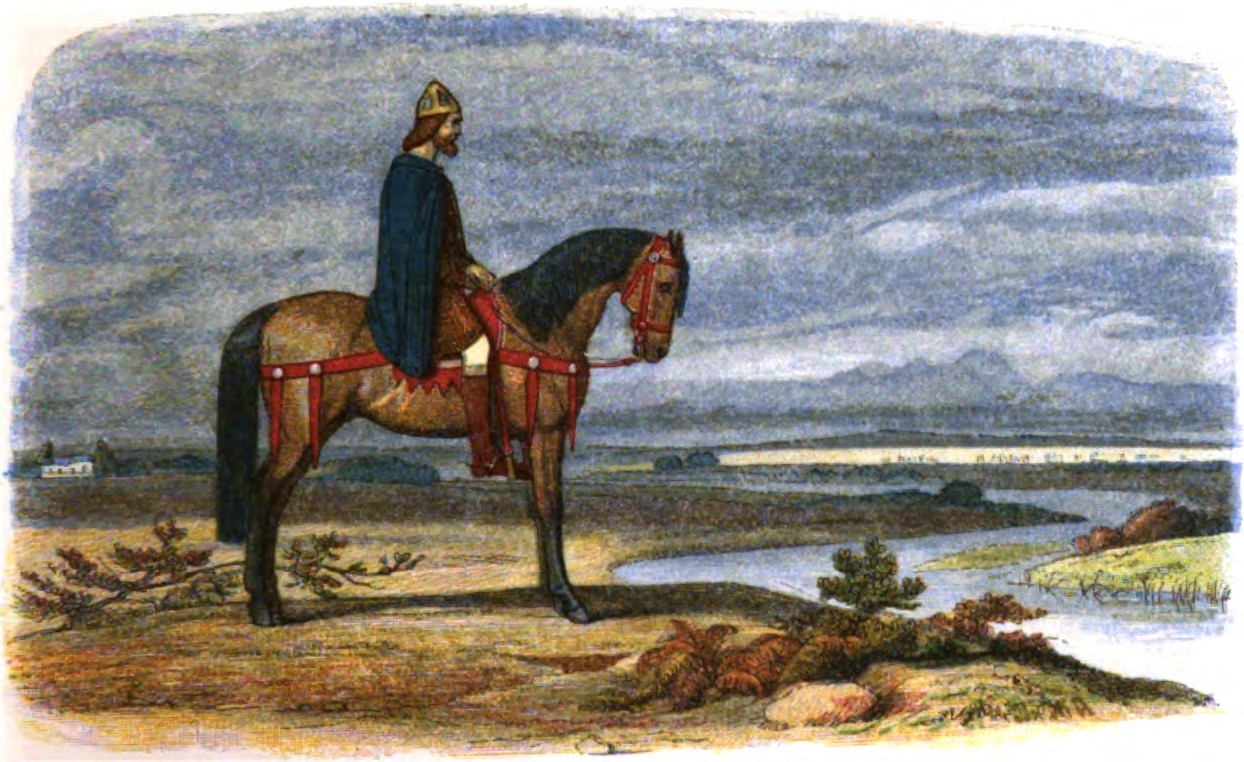
Alfred Đại đế lên kế hoạch bắt giữ hạm đội của người Đan Mạch.

Vào tháng 4 năm 871, vua Æthelred chết, và Alfred lên ngôi vua Wessex và nắm lấy gánh nặng quốc phòng của nó, mặc dù Æthelred vẩn còn hai con trai chưa truỏng thành, Æthelhelm và Æthelwold. Điều này là phù hợp với các thỏa thuận mà Æthelred và Alfred đã thiết lập ra trong một hội nghị tại Swinbeorg. Hai ông đã đồng ý rằng bất cứ ai trong số họ sống lâu hơn người kia sẽ thừa kế tài sản cá nhân mà vua Æthelwulf đã để lại cho các con trai của ông trong di chúc. Con trai của người quá cố sẽ chỉ nhận được tài sản và sự giàu có mà cha họ đã để lại và bất cứ vùng đất phụ mà chú của họ đã mua. Với sự xâm lược của người Viking đang diễn ra và các cháu trai của ông còn quá nhỏ, việc Alfred nối ngôi có lẽ đã không gây ra bất cứ tranh cãi nào.
Trong khi ông đang bận rộn với các nghi lễ chôn cất cho anh trai của mình, người Danes đánh bại quân Saxon trong sự vắng mặt của ông tại một nơi vô danh, và sau đó một lần nữa trong sự hiện diện của ông tại Wilton vào tháng 5 . Sự thất bại tại Wilton đập tan mọi hy vọng còn lại về việc Alfred có thể đẩy lui những kẻ xâm lược ra khỏi vương quốc của mình. Ông buộc phải ký hòa ước với họ, theo các nguồn tin không nêu lên các điều khoản chòa bình là gì. Giám mục Asser tuyên bố rằng người 'ngoại đạo' đồng ý dọn ra khỏi lãnh thổ và thực hiện tốt lời hứa của họ.
Thật vậy, các đội quân Viking đã rút khỏi Reading vào mùa thu năm 871 để lui về Mercian Luân Đôn. Mặc dù không được đề cập bởi Asser hoặc Ký sự Anglo-Saxon, Alfred có lẽ cũng trả cho người Viking tiền mặt để họ rút đi, như Mercians đã làm vào năm sau . Kho báu gắn liền với sự chiếm đóng của người Viking ở Luân Đôn trong những năm 871 đến 872 đã được khai quật tại Croydon, Gravesend và cầu Waterloo. Những phát hiện này đã gợi ý đến các chi phí liên quan đến việc làm hòa với những người Viking. Trong 5 năm tiếp theo, người Danes chiếm đóng các lãnh thổ khác của nước Anh .
Năm 876, người Danes dưới sự lãnh đạo của Guthrum đã vược qua qua các đội quân Saxon và đã tấn công và chiếm đóng Wareham ở Dorset. Alfred tiến hành phong tỏa thành phố, nhưng đã không thể chiếm lại Wareham bằng một cuộc tấn công . Do vậy, ông đã đàm phán hòa bình bằng cách trao đổi con tin và thề ước, được người Danes tiến hành trước một "vòng thánh" . Người Danes, tuy nhiên, đã phá vỡ lời thề của họ và sau khi giết chết tất cả các con tin, đã sử dụng màn đêm để rút về Exeter ở Devon .
Alfred phong tỏa các tàu Viking ở Devon, và với việc hạm đội cứu trợ đã bị phân tán bởi một cơn bão, người Danes đã buộc phải thuất phục. Người Danes rút về Mercia. Vào tháng 1 năm 878, người Danes đã thực hiện một cuộc tấn công bất ngờ vào Chippenham, một thành trì của hoàng gia, nơi mà Alfred đã ở lại trong dịp Giáng sinh, "và hầu hết mọi người đều bị giết trừ vua Alfred, và người cùng với một nhóm nhỏ đã băng qua rừng và đầm lầy, và sau lễ Phục Sinh, người đã cho xây một pháo đài ở Athelney trong đầm lầy của Somerset, và từ pháo đài này lại tiếp tục chiến đấu chống lại kẻ thù" . Từ pháo đài của ông tại Athelney, một hòn đảo ở vùng đầm lầy gần North Petherton, Alfred đã có thể gắn kết một phong trào kháng chiến có hiệu quả, tập hợp lực lượng dân quân địa phương từ Somerset, Wiltshire và Hampshire .

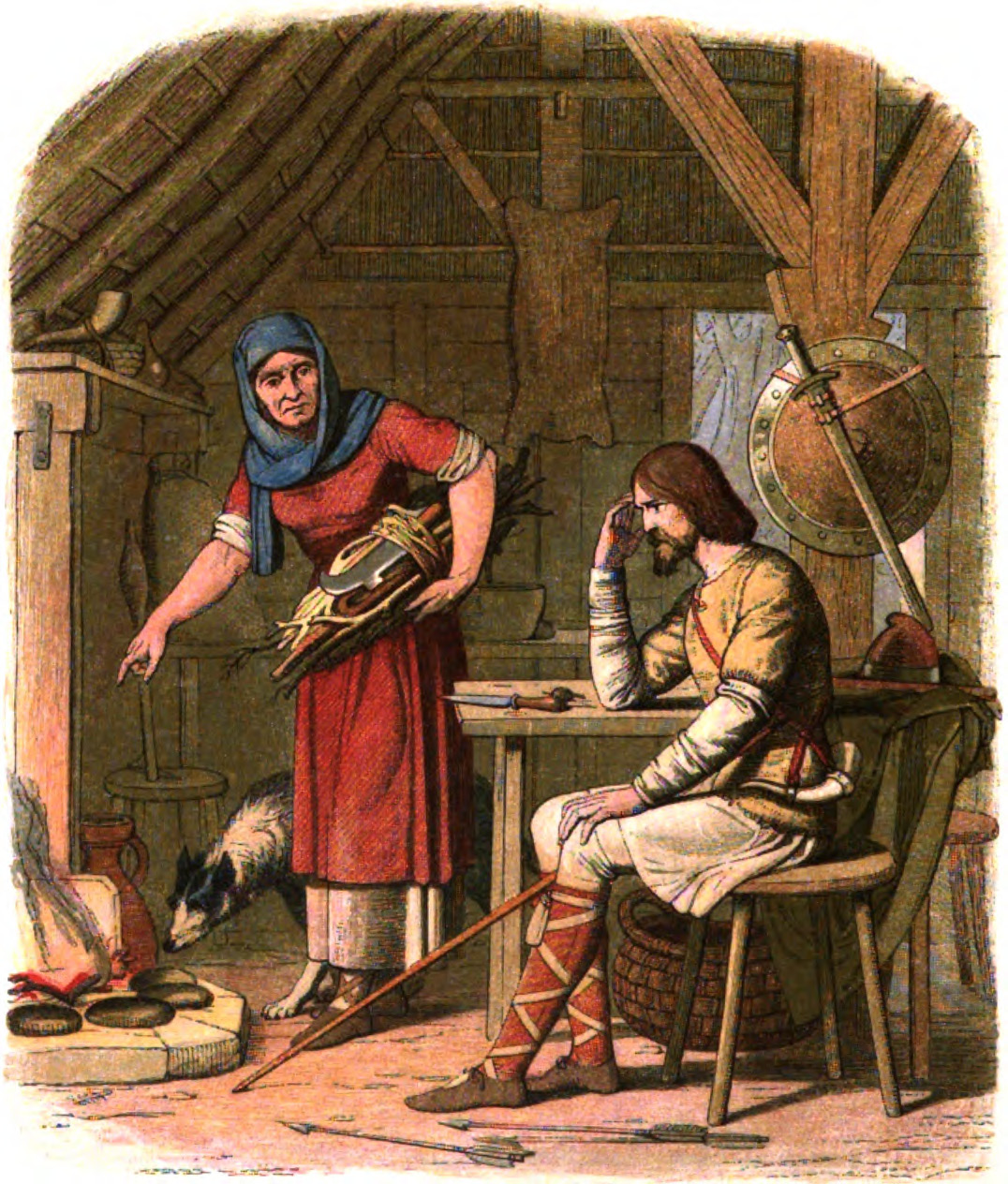
Alfred Đại đế bị trách mắng bởi chính thần dân của ông, vợ của một người chăn bò.

Một huyền thoại phổ biến, xuất phát từ biên niên sử thế kỷ thứ XII . nói về việc khi ông trốn sang Somerset Levels, Alfred đã được một phụ nữ nông dân cho ở nhờ và do không biết được danh tính thật sự của ông, đã nhờ Alfred coi chừng vài cái bánh mà bà đang nung trên bếp. Quá bận tâm với các vấn đề của vương quốc, Alfred vô tình để cho bánh bị cháy và do đó bị trách mắng bởi người phụ nữ nông dân khi bà trở về.
Những năm 870 là thời kỳ tồi tệ trong lịch sử của vương quốc Anglo-Saxon. Trong khi tất cả các vương quốc khác đã rơi vào tay người Viking, Wessex vẫn một mình chống cự lại .

### Phản công và chiến thắng

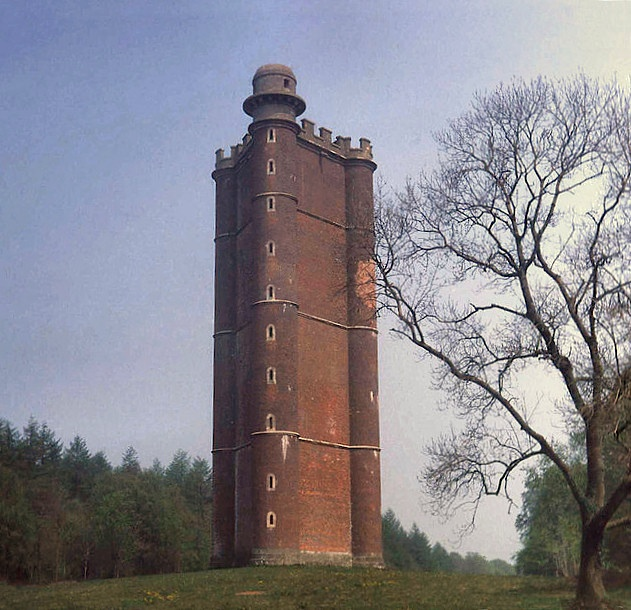
Tháp của vua Alfred (1772) trên địa điểm được cho là của Tảng đá của Egbert, nơi hội quân trước trận Edington.

Trong tuần thứ bảy sau lễ Phục Sinh (4 đến 10 tháng 5 năm 878), xung quanh Whitsuntide, Alfred đi đến Edington ở phía đông Selwood, nơi ông đã gặp "tất cả người dân của Somerset và Wiltshire và một phần của Hampshire ở phía bên này của biển (có nghĩa là, phía tây của Southampton Water), và họ đều vui mừng khi thấy ông" . Sự xuất hiện của Alfred từ thành trì ở vùng đầm lầy của ông là một phần của một cuộc tấn công được lên kế hoạch cẩn thận để tạo ra một đội dân quân của ba quận.
Alfred giành được một chiến thắng quyết định trong trận Edington vốn có thể đã diễn ra gần Westbury, Wiltshire . Sau đó ông truy đuổi người Danes đến thành trì của họ ở Chippenham và vây hãm, khiến họ phải phục tùng. Một trong các điều khoản của sự đầu hàng là Guthrum chuyển đổi sang Thiên Chúa giáo. Ba tuần sau, vị vua Đan Mạch và 29 người khác đã được rửa tội tại triều đình của Alfred tại Aller, gần Athelney và Alfred công nhận Guthrum như một người con về mặt tinh thần .
Một đại lễ đã diễn ra tám ngày sau đó tại Wedmore ở Somerset, với việc Guthrum sau đó thực hiện lời hứa của mình là rời khỏi Wessex. Chưa có bằng chứng về việc Alfred và Guthrum đã thoả thuận một hiệp ước chính thức tại thời điểm này; cái gọi là Hiệp ước Wedmore là một phát minh của các nhà sử học hiện đại. Hiệp ước của Alfred và Guthrum, bảo quản trong tiếng Anh cổ ở Corpus Christi College, Cambridge (Manuscript 383) và trong một biên soạn Latin gọi là Quadripartitus, đã được đàm phán sau đó, có lẽ trong năm 879 hoặc 880, khi vua Ceolwulf II của Mercia bị lật đổ .
Hiệp ước này phân chia vương quốc Mercia. Theo các điều khoản của nó thì ranh giới giữa vương quốc của Alfred và vương quốc của Guthrum là kéo lên đến tận sông Thames, cho cho đến sông Lea; theo sông Lea đến nguồn của nó (gần Luton); từ đó mở rộng theo một đường thẳng đến Bedford; và từ Bedford theo sông Ouse đến phố Watling .
Nói cách khác, Alfred đã kế thừa vương quốc của Ceolwulf, bao gồm phía tây của Mercia; và Guthrum hợp phần nhất phần phía đông của Mercia vào vương quốc Đông Anglia (từ đó về sau được gọi là Danelaw). Bởi các điều khoản của hiệp ước, Alfred có quyền kiểm soát thành phố Luân Đôn của Mercian, ít nhất là trong thời gian này .

### Năm yên tĩnh, sự phục hồi của Luân Đôn (những năm 880)

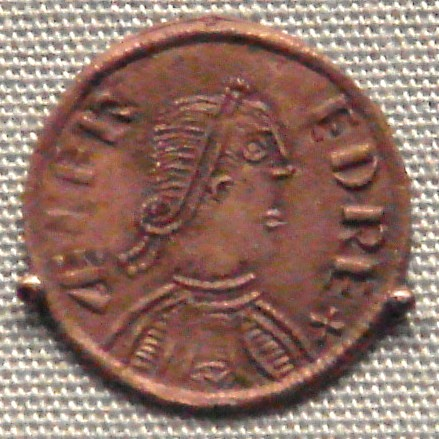
Tiền in hình của Alfred, vua của Wessex, Luân Đôn, năm 880 (dựa trên hình ảnh kiểu La Mã).

Với việc ký kết Hiệp ước của Alfred và Guthrum, một sự kiện thường được tổ chức đã diễn ra vào khoảng năm 880 khi người của Guthrum bắt đầu định cư ở Đông Anglia, Guthrum đã không còn là một mối đe dọa  Cùng với thỏa thuận này một đội quân Đan Mạch rời khỏi Anh và đi thuyền tới Gent .
Alfred vẫn buộc phải đấu tranh với một số mối đe dọa của người Đan Mạch. Một năm sau vào năm 881, Alfred đã tiến hành một trận đánh nhỏ trên biển với bốn tàu Đan Mạch "trên biển cả" . Hai tàu đã bị phá hủy và những người còn lại đã đầu hàng lực lượng của Alfred . Những cuộc đụng độ nhỏ tương tự với các nhóm Viking độc lập đã xảy ra trong nhiều trong nhiều thập kỷ sau đó.
Trong năm 883, mặc dù có một số tranh cãi trong nhiều năm, vua Alfred, vì đã ủng hộ và đóng góp cho Rome, đã nhận được một số lượng quà tặng từ Giáo hoàng Marinus . Một trong số những món quà đó có thể là một mảnh của Thập giá Đích thực, một kho báu thật sự cho một vua Saxon sùng đạo. Theo Asser, vì tình bạn của Giáo hoàng Marinus với vua Alfred, Giáo hoàng đã cấp quyền miễn thuế và cống nạp cho bất kỳ người Anglo - Saxon cư trú tại Rome .
Sau khi ký kết hiệp ước với Guthrum, vua Alfred đã tránh được nhiều cuộc xung đột quy mô lớn trong một thời gian. Mặc dù vậy, nhà vua vẫn buộc phải đối phó với một số cuộc tấn công và xâm nhập của người Đan Mạch. Trong số đó có một cuộc đột kích diễn ra tại Kent, một nước đồng minh trong khu vực Đông Nam nước Anh trong năm 885, được coi là cuộc đột kích lớn nhất kể từ sau cuộc chiến với Guthrum. Asser ghi chép lại cuộc tấn công của người Đan Mạch vào thành phố Rochester của người Saxon , nơi họ xây dựng một pháo đài tạm thời để bao vây thành phố. Để đối phó với sự xâm nhập này, Alfred đã chỉ huy quân đội Anglo-Saxon chống lại người Đan Mạch, những người thay vì giao tranh với quân đội của Wessex lại chạy trốn sang tàu mắc cạn của họ và đi thuyền tới một phần khác của nước Anh. Các lực lượng của người Đan Mạch được cho là đã rời nước Anh vào mùa hè năm sau .
Không lâu sau cuộc tấn công thất bại của người Đan Mạch ở Kent, Alfred cử hạm đội của ông kéo sang Đông Anglia. Mục đích của chuyến đi này vẫn còn gây tranh cãi, mặc dù Asser tuyên bố rằng đó là vì lợi ích của việc cướp bóc . Sau khi đi lên sông Stour, hạm đội này đã đụng độ với khoảng 13 đến 16 tàu Đan Mạch (nhiều nguồn khác nhau về số lượng) và một trận đánh đã xảy ra sau đó . Hạm đội Anglo-Saxon giành chiến thắng và theo ghi chép của Huntingdon, "mang đầy chiến lợi phẩm" . Hạm đội sau đó đã bị bất ngờ khi cố gắng rời khỏi sông Stour và bị tấn công bởi một lực lượng Đan Mạch tại cửa sông. Các đội tàu của Đan Mạch đã có thể đánh bại hạm đội của Alfred do họ có thể đã bị suy yếu trong trận chiến trước .

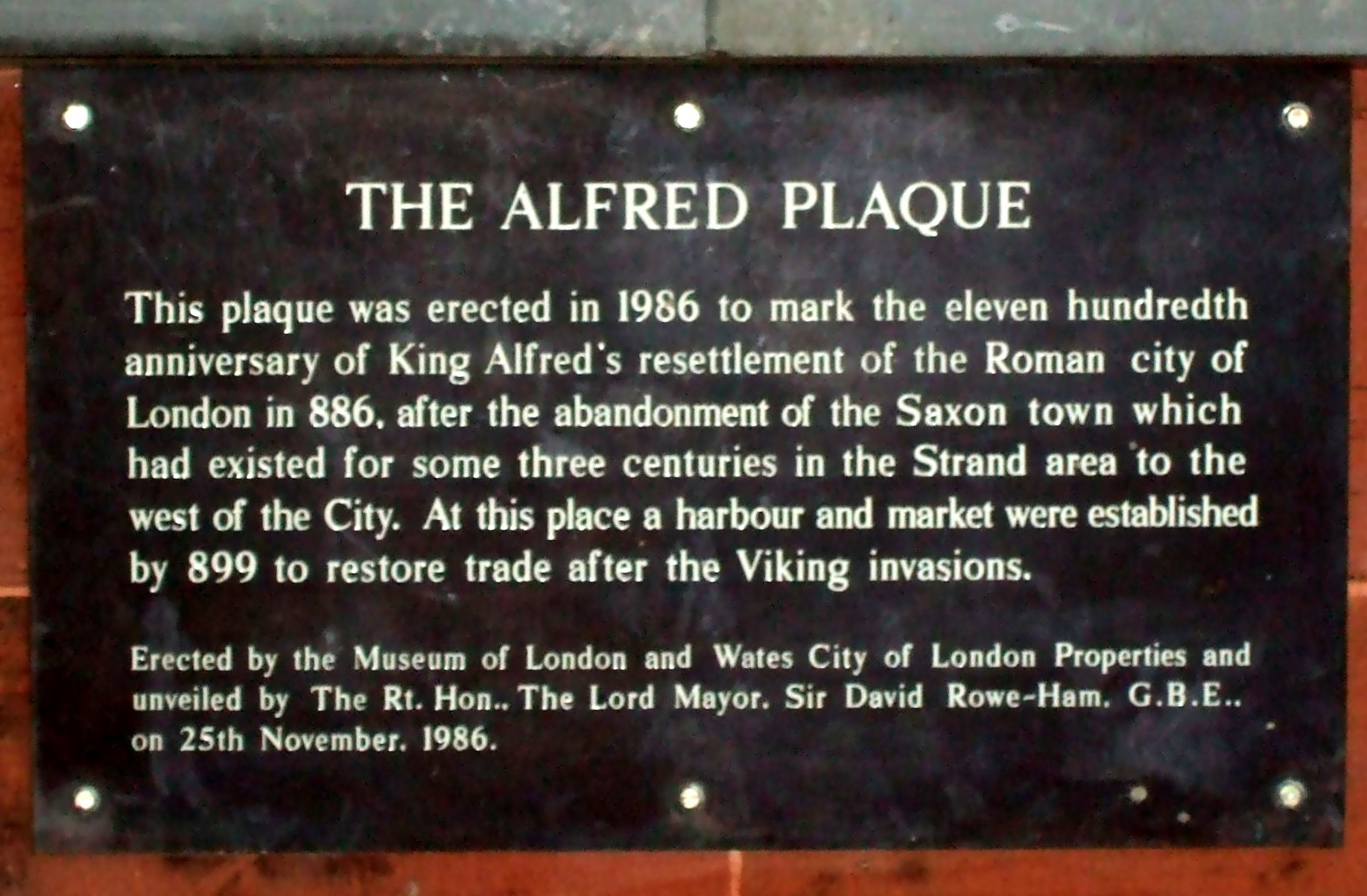
Một tấm biển của Thành phố Luân Đôn ghi nhận sự phục hồi của thành phố La Mã với tường bao quanh bởi Alfred.

Một năm sau, vào năm 886, Alfred tái chiếm Luân Đôn và lại làm cho thành phố có thể định cư được . Alfred ủy thác thành phố cho con rể là Æthelred của Mercia. Sự phục hồi của Luân Đôn tiến triển trong nửa sau của những năm 880 và được cho là đã xoay quanh một kế hoạch cho làm đường phố mới, thêm công sự bên ngoài các bức tường La Mã hiện có, và theo một số người, xây dựng thành phố cho phù hợp hơn với công sự trên bờ phía nam của sông Thames .
Đây cũng là khoảng thời gian mà hầu như tất cả các biên niên sử đồng ý rằng những người Saxon trước thời nước Anh thống nhất đều phục tùng Alfred  Tuy nhiên đây không phải là thời điểm mà Alfred được biết đến như là vua của nước Anh. Trong thực tế, ông chưa bao giờ sử dụng danh hiệu này. Sự thật sức mạnh mà Alfred nắm giữ với người dân Anh tại thời điểm này dường như xuất phát chủ yếu từ sức mạnh quân sự của Tây Saxon, kết nối chính trị của Alfred từ việc có người cai trị của Mercia là con rể của ông, và tài năng hành chính của Alfred.
Giữa sự phục hồi của Luân Đôn và các cuộc tấn công mới với quy mô lớn của người Đan Mạch vào đầu những năm 890, triều đại của Alfred khá yên ổn. Hòa bình tương đối của những năm cuối thập kỷ 880 bị ảnh hưởng bởi cái chết của em gái của Alfred, Æthelswith, người đã chết trên đường đến Rome năm 888 . Cũng trong năm đó Tổng giám mục Canterbury, Æthelred, cũng chết. Một năm sau Guthrum, hoặc tên rửa tội là Athelstan, kẻ thù cũ của Alfred và vua của Đông Anglia, đã chết và được chôn cất tại Hadleigh, Suffolk .
Cái chết của Guthrum đã làm thay đổi cảnh quan chính trị của Alfred. Khoảng trống quyền lực đã làm xuất hiện các lãnh chúa đang muốn thay thế Guthrum. Những năm yên tĩnh trong cuộc đời của Alfred đã sắp kết thúc và chiến tranh lại sắp bắt đầu.

### Đánh bật các cuộc tấn công khác của người Viking (những năm 890)
Sau thời gian tạm lắng, vào mùa thu năm 892 hay 893, người Danes lại tấn công một lần nữa. Nhận thấy vị trí của họ ở châu Âu lục địa đang bấp bênh, họ vượt biển đến Anh bằng 330 con tàu và chia thành hai nhóm. Họ cố thủ, trong đó nhóm lớn nhất đóng quân ở Appledore, Kent, còn nhóm nhỏ hơn, dưới sự chỉ huy của Hastein, đóng quân ở Milton, cũng tại Kent. Những kẻ xâm lược cũng mang theo vợ và con cái, cho thấy một nỗ lực để chinh phục và làm thuộc địa. Alfred, vào năm 893 hoặc 894, chiếm một vị trí mà từ đó ông có thể quan sát cả hai lực lượng của người Danes .
Trong khi ông đang đàm phán với Hastein, người Danes đóng tại Appledore bắt đầu đem quân tấn công vùng tây bắc. Họ bị chặn lại bởi con trai cả của Alfred là Edward và bị đánh bại trong một trận giao chiến tại Farnham ở Surrey. Họ bèn lấy nơi trú ẩn trên một hòn đảo ở Iver, trên sông Colne ở Hertfordshire, nơi họ bị phong tỏa và cuối cùng phải thuất phục . Lực lượng này phải quay trở lại Essex và sau khi gặp phải một thất bại khác tại Benfleet, đã phải hội quân với lực lượng của Hastein tại Shoebury .
Alfred đang trên đường đến giúp cho con trai ông tại Thorney thì nhận được tin người Danes ở Northumbrian và Đông Anglian đang vây hãm Exeter và một thành trì không tên trên bờ Bắc Devon. Alfred vội vã tiến quân về phía tây để cứu Exeter. Số phận của thành trì còn lại không được ghi lại. Trong khi đó, lực lượng dưới sự chỉ huy của Hastein tiến về Thung lũng Thames, có thể với ý định giúp bạn bè của họ ở phía tây. Nhưng họ đã gặp phải một đội quân lớn nằm dưới sự chỉ huy của các ealdormen ở Mercia, Wiltshire và Somerset, và buộc phải tiến về phía tây bắc, cuối cùng đã bị phong tỏa tại Buttington. Một số người cho là vị trí này nằm ở Buttington Tump tại cửa sông Wye, trong khi một số khác lại cho là nó ở Buttington gần Welshpool. Một nỗ lực để vượt qua phòng tuyến của quân Anh đều thất bại. Những người trốn thoát được lui về Shoebury. Sau khi có thêm quân tiếp viện, họ đã đột ngột đi xuyên qua nước Anh và chiếm đóng bức tường La Mã đổ nát của Chester. Người Anh không có ý định tiến hành một cuộc phong tỏa mùa đông, thay vào đó lại phá hủy tất cả các nguồn cung cấp trong vùng. Đầu năm 894 (hoặc 895), do thiếu lương thực người Danes phải rút lui một lần nữa về Essex. Vào cuối năm này và đầu năm 895 (hoặc 896), người Danes đã dùng tàu của họ để đi lên sông Thames và sông Lea, củng cố vị trí của họ cách hai mươi dặm (32 km) về phía bắc Luân Đôn. Một cuộc tấn công trực tiếp vào phòng tuyến của người Danes đã thất bại nhưng trong năm sau đó, Alfred đã tìm ra cách ngăn trở dòng sông để ngăn chặn các lối ra của tàu Đan Mạch. Người Danes nhận ra rằng họ đã bị qua mặt. Họ kéo quân về phía tây bắc và trú đông tại Cwatbridge gần Bridgnorth. Các năm tiếp theo, 896 (hoặc 897), họ đã từ bỏ cuộc đấu tranh. Một số lui về Northumbria, một số khác về Đông Anglia. Những người không có liên kết ở Anh rút lui trở lại châu lục.

## Tổ chức lại quân đội

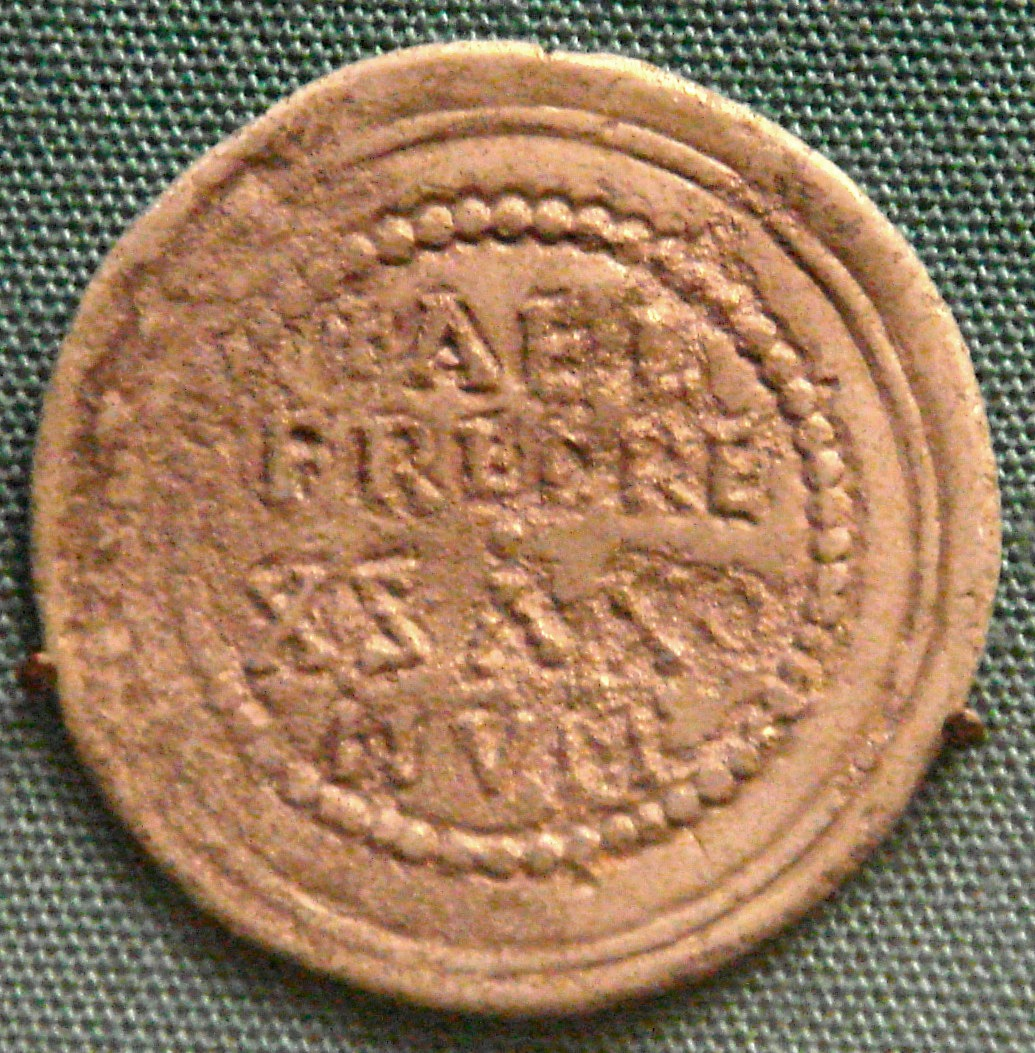
Đồng penny bạc dùng để tặng của Alfred Đại đế, 871–899. Dòng chữ: AELFRED REX SAXONUM "Ælfred Vua của người Saxon".

Các bộ tộc German xâm chiếm nước Anh vào thế kỷ thứ năm và thứ sáu dựa vào lực lượng bộ binh không mang giáp, hoặc fyrd . Fyrd là lực lượng dân quân địa phương trong lãnh địa Anglo-Saxon, mà trong đó tất cả người tự do đều phải tham gia; những người từ chối nghĩa vụ quân sự sẽ bị phạt tiền hoặc mất đi đất đai , Theo một bộ luật của vua Ine của Wessex, ban hành vào năm 694:

Nếu một nhà quý tộc nắm giữ đất đai bỏ qua nghĩa vụ quân sự, anh ta phải nộp 120 shilling và mất đất; một nhà quý tộc không có đất phải nộp 60 shilling; một người dân thường phải trả tiền phạt là 30 shilling cho bỏ qua nghĩa vụ quân sự.
Lịch sử những thất bại của xứ Wessex trước sự thành công của ông vào năm 878 đã khiến Alfred nhận ra rằng hệ thống chiến đấu truyền thống mà ông thừa kế đã mang lại lợi thế cho người Danes. Trong khi cả người Anglo-Saxon lẫn Danes đều tấn công các khu định cư để chiếm tài sản và các nguồn tài nguyên khác, họ sử dụng những chiến lược tấn công rất khác nhau. Trong các cuộc tấn công, người Anglo-Saxon thích tấn công trực diện bằng cách tập hợp lực lượng của họ trong theo đội hình khiên, áp sát mục tiêu và đánh bại đội hình khiên của đối phương .
Ngược lại, người Danes lại thích lựa chọn các mục tiêu dễ dàng, thiết lập bản đồ đột phá thận trọng để tránh việc dồn hết quân của họ vào một cuộc tấn công mang tính rủi ro cao. Alfred nhận ra chiến lược của người Danes là phát động các cuộc tấn công quy mô nhỏ hơn từ một cơ sở an toàn, nơi mà họ có thể rút lui nếu quân của họ gặp phải sự kháng cự mạnh .
Các cơ sở này đã được chuẩn bị trước, thường bằng cách chiếm lấy một địa điểm và củng cố phòng thủ xung quanh bằng mương, tường thành và hàng rào bằng cọc. Một khi bên trong pháo đài, Alfred nhận ra, người Danes có được lợi thế hơn đối phương .
Điều này khiến người Anglo-Saxon khi đang tập hợp lực lượng để bảo vệ chống lại kẻ cướp cũng khiến cho họ dễ bị tổn thương trước các cuộc tấn công của người Viking. Trách nhiệm của các lãnh chúa là để đối phó với các cuộc tấn công tại địa phương. Nhà vua có thể kêu gọi lực lượng dân quân quốc gia để bảo vệ vương quốc; Tuy nhiên, trong trường hợp người Viking dùng chiến thuật tấn công đánh và chạy, vấn đề trong việc liên lạc và cung cấp lương thảo cũng có nghĩa rằng các lực lượng dân quân quốc gia không thể tập trung đủ nhanh. Các khu vực rộng lớn hơn có thể bị tàn phá trước khi fyrd mới đến nơi. Và mặc dù các chủ đất có nghĩa vụ với nhà vua trong việc cung cấp quân khi được kêu gọi, trong cuộc tấn công vào 878, nhiều chủ đất đã bỏ rơi vua của họ và cộng tác với Guthrum .
Với những bài học này, Alfred vào những năm tương đối yên bình ngay sau chiến thắng của ông tại Edington đã tập trung vào một kế hoạch đầy tham vọng trong việc thay đổi cơ cấu phòng thủ quân sự của vương quốc. Trên một chuyến đi đến Rome, Alfred đã ở lại với Charles Hói và có thể là ông đã học hỏi cách vị vua Carolingian đã xử lý các vấn đề liên quan đến người Viking như thế nào, và từ những kinh nghiệm này mà thiết lập một hệ thống thuế và quốc phòng cho vương quốc. Vì vậy, khi người Viking bắt đầu tấn công trở lại vào năm 892, Alfred đã có thể đối phó với họ bằng một đạo quân cơ động, một mạng lưới các đơn vị đồn trú, và một đội tàu nhỏ trong việc điều hướng các con sông và cửa sông .

### Hành chính và thuế
Người dân ở nước Anh thời Anglo-Saxon có nghĩa vụ dựa trên diện tích đất của họ; những cái gọi là "gánh nặng chung" này bao gồm nghĩa vụ quân sự, sửa chữa pháo đài và cầu cống. Nghĩa vụ có truyền thống này được gọi là trinoda neccessitas hoặc trimoda neccessitas . Tên tiếng Anh cổ cho tiền phạt vì tội bỏ qua nghĩa vụ quân sự được gọi là fierdwite hoặc fyrdwitee .
Để duy trì các công sự burh và tổ chức lại dân quân fyrd như một đội quân thường trực, Alfred mở rộng hệ thống thuế và nghĩa vụ quân sự dựa vào năng suất từ diện tích đất của người dân. Da thú là đơn vị cơ bản của một hệ thống mà trên đó các nghĩa vụ công cộng của người dân được đánh giá. Một miếng da thú được cho là đại diện cho số lượng đất cần thiết để hỗ trợ cho một gia đình. Các miếng da thú sẽ khác nhau về kích thước dựa theo giá trị và nguồn tài nguyên của đất đai và chủ đất sẽ phải cung cấp dịch vụ dựa trên bao số da thú mà người đó sở hữu .

### Hệ thống Burghal

Bản đồ tên gọi của các burh được ghi lại trong Burghal Hidage.

Tại trung tâm của hệ thống phòng thủ quân sự được cải cách bởi Alfred là một mạng lưới các burh, phân bố tại các điểm chiến lược trên khắp vương quốc . Tổng cộng có ba mươi ba burh, cách nhau khoảng 30 km (19 dặm), cho phép quân đội đương đầu với bất kỳ các cuộc tấn công nào trong vương quốc chỉ trong một ngày .
Burh của Alfred (sau này gọi là thị xã) kéo dài từ các thị trấn La Mã trước đây, chẳng hạn như Winchester, nơi những bức tường đá cũ được sửa chữa và bổ sung thêm, cho đến những bức tường bằng đất khổng lồ bao quanh bởi mương rộng có thể được gia cố bằng kè gỗ và tường bằng cọc như tại Burpham, Sussex . Kích thước của burh dao động từ tiền đồn nhỏ bé như Pilton đến các công sự lớn ở các thị trấn, lớn nhất là ở Winchester .
Một tài liệu mà ngày nay gọi là Burghal Hidage cung cấp một cái nhìn sâu hợn về cách mà hệ thống này hoạt động. Nó liệt kê chỉ số hidage cho mỗi thị trấn được ghi lại trong tài liệu. Ví dụ, Wallingford có hidage là 2400 có nghĩa rằng các chủ đất có trách nhiệm cung cấp và cho ăn cho khoảng 2.400 người, một số lượng đủ để duy trì một bức tường dài 9.900 feet (3,0 km) . Tổng cộng có 27.071 binh sĩ cần thiết cho hệ thống, tức là khoảng một trên bốn người trên tổng số tất cả những người tự do sống trong Wessex .
Nhiều burh là các thị trấn đôi nằm lên một con sông và nối với nhau bằng một cây cầu kiên cố, giống như những cái xây dựng bởi Charles Hói một thế hệ trước . Các burh đôi chặn lối đi trên sông, buộc tàu Viking phải di chuyển bên dưới một câu cầu được đồn trú với những người lính được trang bị với đá, giáo hoặc cung tên. Một số burh là các vị trí được bố trí gần khu biệt thự hoàng gia có công sự cho phép nhà vua kiểm soát tốt hơn các thành lũy của ông .
Mạng lưới các burh được đồn trú này gây ra những trở ngại đáng kể cho những người Viking xâm lược, đặc biệt là những người mang đầy chiến lợi phẩm. Do thiếu công cụ vây thành người Viking chỉ còn cách bỏ đói burh để khiến họ phục tùng, nhưng điều này lại cho phép nhà vua phái quân thường trực hoặc đơn vị đồn trú từ burh láng giềng đến để hỗ trợ. Trong trường hợp như vậy, người Viking cực kỳ dễ bị tổn thương do gặp phải sự truy đuổi từ lực lượng quân sự của nhà vua . Hệ thống burh mà Alfred đặt ra có tính hiệu quả cao khi mà người Viking tấn công trở lại vào năm 892, người Anglo-Saxon đã có thể hạn chế sự thâm nhập của họ đến các vùng biên giới phía phía ngoài của Wessex và Mercia .
Hệ thống phòng thủ này của vua Alfred mang tính cách mạng trong quan niệm chiến lược nhưng cũng khá tốn kém trong việc thực thi. Người viết tiểu sử đương đại là Asser viết rằng nhiều nhà quý tộc đã ngần ngại trước những yêu cầu mới đặt ra cho họ mặc dù chúng phục vụ cho "nhu cầu chung của vương quốc" . 

### Hải quân

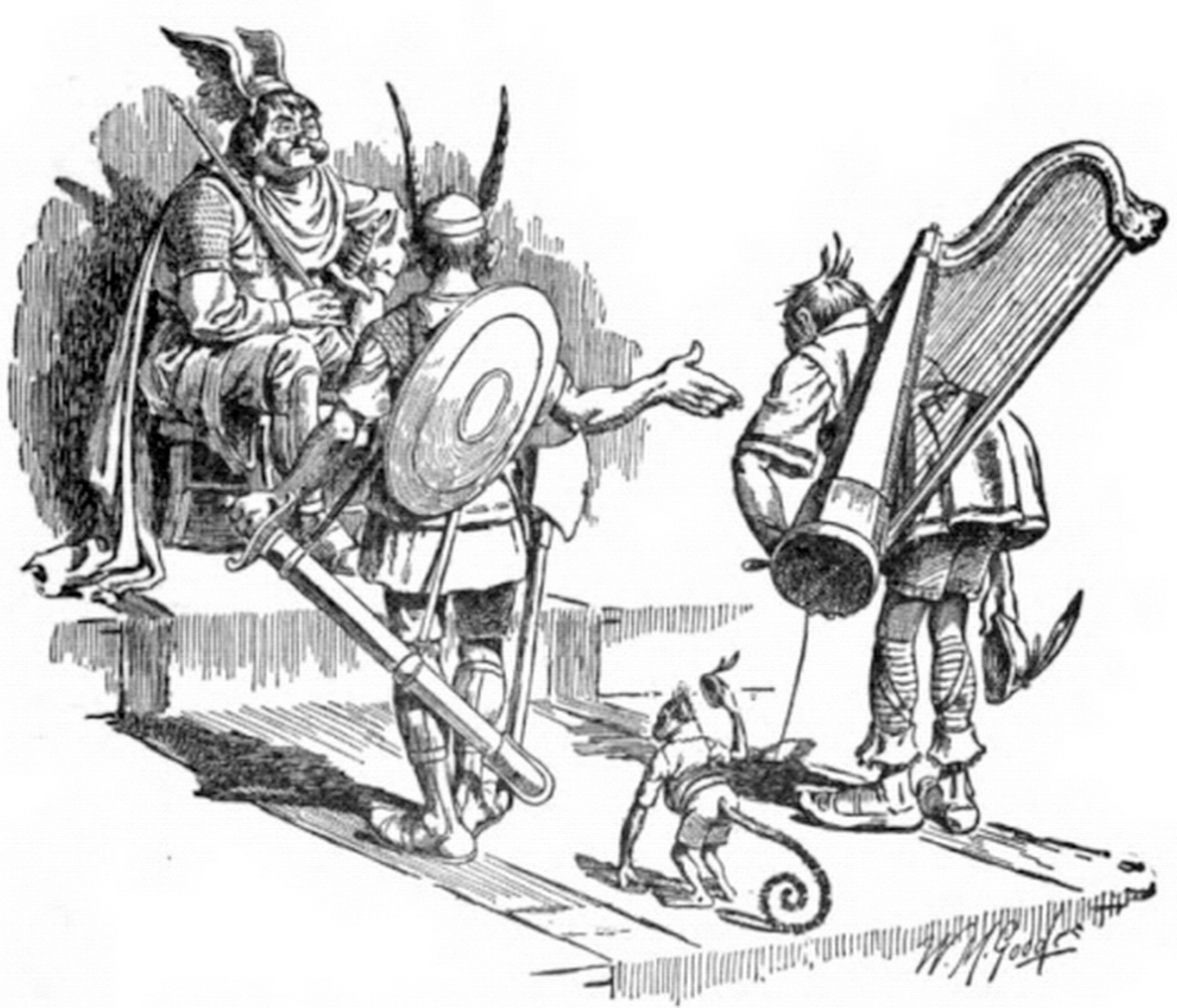
Alfred, cải trang làm một nhà thơ, được giới thiệu với Guthrum, ảnh từ Bill Nye's Comic History of England

Vào năm 896 , Alfred ra lệnh cho xây dựng một hạm đội nhỏ, khoảng vài chục con thuyền dài có 60 mái chèo, dài gấp hai lần kích thước tàu chiến Viking. Đây không phải là sự ra đời của Hải quân Anh như người dưới thời Victoria khẳng định vì trước đây Wessex đã có trong tay một hạm đội hoàng gia. Vua Athelstan của Kent và Ealdorman Ealhhere đã đánh bại một đội tàu Viking vào năm 851, thu giữ chín con tàu , và chính bản thân Alfred đã chỉ đạo các hoạt động hải quân vào năm 882 .
Tuy vậy, tác giả của Ký sự Anglo-Saxon và có lẽ là chính bản thân vua Alfred coi năm 897 là một bước đánh dấu quan trọng trong sự phát triển sức mạnh hải quân của xứ Wessex. Bộ Ký sự đã ca ngợi sự bảo trợ của hoàng gia bằng cách khoe khoang rằng tàu của Alfred là không chỉ lớn hơn, nhưng nhanh hơn, ổn định hơn và cưỡi sóng cao hơn so tàu của người Đan Mạch và Frisian. Rất có thể là dưới sự giúp đỡ của Asser, Alfred sử dụng thiết kế của tàu chiến Hy Lạp và La Mã, được thiết kế để chiến đấu chứ không phải để điều hướng .
Alfred cũng lưu tâm đến sức mạnh trên biển - nếu ông có thể đánh chặn các đội tàu cướp phá trước khi chúng đổ bộ, ông có thể bảo vệ vương quốc của ông khỏi sự tàn phá. Tàu chiến của Alfred tuy vậy chỉ mạnh về mặt lý thiết. Trong thực tế chúng quá lớn để có thể cơ động tốt trong vùng biển gần các cửa sông và con sông, những nơi duy nhất có thể xảy ra hải chiến .
Các tàu chiến vào thời điểm đó không được thiết kế để tiêu diệt tàu chiến khác mà là được dùng làm tàu chở quân. Đã có ý kiến cho rằng, giống với các trận hải chiến ở Scandinavia vào cuối thời Viking, những trận hải chiến ở nước Anh có thể bao gồm việc một chiếc tàu sẽ áp sát một tàu địch, lúc này thủy thủ cho hai con tàu đập mạnh vào nhau trước khi nhảy lên tàu của đối phương. Kết quả của hành động này sẽ như một trận chiến trên đất liền liên quan đến một trận chiến xáp lá cà giữa hai thủy thủ đoàn .
Trong một trận hải chiến được ghi chép lại vào năm 896 , hạm đội mới của Alfred gồm 9 tàu chặn một nhóm 6 tàu Viking trên miệng một con sông không xác định ở phía nam nước Anh. Người Danes cho neo lại 3 tàu của họ và tiến vào nội địa  nhằm để cho người chèo thuyền của họ nghỉ ngơi hoặc đi kiếm thức ăn. Tàu của Alfred lập tức di chuyển để ngăn chặn lối trốn thoát của họ ra biển. Ba tàu Viking còn lại cố gắng vượt qua phòng tiến của người Anh . Chỉ có một tàu vược qua được; tàu của Alfred chặn 2 tàu cònkia lại .
Áp sát tàu Viking bằng tàu của chính họ, các thủy thủ người Anh đổ bộ lên tàu của đối phương và giết hết tất cả người trên tàu. Con tàu duy nhất trốn thoát được là do tất cả các tàu nặng hơn của Alfred đều mắc cạn khi thủy triều đi xuống . Những gì xảy ra sau đó là một trận chiến trên đất liền giữa thủy thủ đoàn của những con tàu neo lại. Người Danes, bị áp đảo về quân số, đã có thể bị tiêu diệt nếu thủy triều không nổi lên. Khi điều đó xảy ra, người Danes vội vã quay trở lại thuyền của họ, vốn nhẹ hơn nên đã dễ dàng dời đi trước khi tàu của Alfred đến nơi. Bất lực, người Anh chỉ còn cách nhìn người Viking vược qua họ . Những tên cướp biển đã chịu đựng quá nhiều thương vong (120 người Danes chết khi chống lại 62 người Frisian và Anh)  khiến họ gặp khó khăn trong việc đi ra biển. Tất cả tàu của người Danes đều đã quá hư hỏng để di chuyển quanh Sussex và hai tàu bị đẩy về phía bờ biển Sussex (có thể tại Selsey Bill) . Các thủy thủ bị đắm tàu bị đưa đi gặp Alfred ở Winchester và đã bị treo cổ sau đó .

## Cải cách

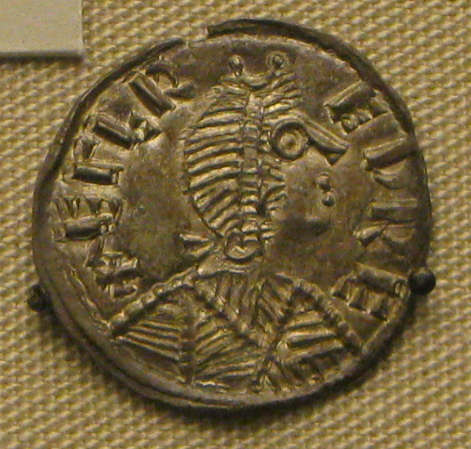
Một đồng bạc thời vua Alfred.

Vào cuối những năm 880 hoặc đầu những năm 890, Alfred đã ban hành một bộ luật dài, bao gồm luật "của riêng" ông tiếp nối theo những luật lệ được đưa ra bởi người tiền nhiệm vào cuối thế kỷ là vua Ine của Wessex . Cùng nhau những điều luật này được sắp xếp thành 120 chương. Trong phần giới thiệu của mình, Alfred giải thích rằng ông đã tập hợp lại với nhau các luật ông tìm thấy trong rất nhiều "sách của hội nghị tôn giáo" và "ordered to be written many of the ones that our forefathers observed—those that pleased me; and many of the ones that did not please me, I rejected with the advice of my councillors, and commanded them to be observed in a different way."
Alfred đặc biệt chỉ ra những luật lệ mà ông "tìm thấy trong những ngày của Ine, người bà con của tôi, hoặc từ Offa, vua của Mercians, hay vua Æthelberht của Kent, người đầu tiên trong số những người Anh được rửa tội". Ông tiếp nối thay vì tích hợp các luật lệ của Ine vào bộ luật của mình. Offa chưa bao giờ ban hành một bộ luật nào, dẫn đến việc sử gia Patrick Wormald suy đoán rằng Alfred đã nắm được bộ luật capitulary legatine được dâng lên cho Offa bởi hai sứ thần của giáo hoàng vào năm năm 786 .
Khoảng một phần năm của bộ luật được nêu lên theo lời giới thiệu của Alfred, trong đó bao gồm các bản dịch ra tiếng Anh của Mười điều răn, một vài chương trong Sách Xuất Hành, và "Tông Thư" từ Sách Công vụ Tông đồ (15:23-29). Lời giới thiệu có thể được hiểu như là Alfred suy ngẫm về ý nghĩa của pháp luật Kitô giáo . Nó là nguồn liên kết giữa món quà của Luật pháp mà Chúa tặng cho Moses và việc Alfred phát hành bộ luật riêng cho người Tây Saxon. Bằng cách này, nó liên kết quá khứ thần thánh đến lịch sử hiện tại và do đó đại diện cho pháp luật của Alfred như là một loại pháp luật linh thiêng .
Đây là lý do mà Alfred chia bộ luật của ông thành 120 chương: 120 là độ tuổi mà Moses qua đời, theo biểu tượng của các chú giải Thánh Kinh vào đầu thời trung cổ, 120 đại diện cho luật pháp . Mối liên hệ giữa Luật Mosaic và luật pháp của Alfred là "Tông Thư", tron đó giải thích rằng Chúa Kitô "đã đến không phải để phá vỡ hoặc bãi bỏ các điều răn, nhưng là để kiện toàn; và ông dạy lòng thương xót và sự hiền lành" (Intro, 49,1). Lòng thương xót mà Chúa truyền vào Luật Mosaic là nền tảng của thuế thương tích nổi bật trong các bộ luật man rợ, kể từ khi hội nghị tôn giáo Thiên chúa "established, through that mercy which Christ taught, that for almost every misdeed at the first offence secular lords might with their permission receive without sin the monetary compensation, which they then fixed.".
Tội ác duy nhất không thể được bồi thường bằng tiền là việc phản bội người đứng đầu, "since Almighty God adjudged none for those who despised Him, nor did Christ, the Son of God, adjudge any for the one who betrayed Him to death; and He commanded everyone to love his lord as Himself.".Alfred chuyển đổi lời răn của Chúa Kitô từ "Love your neighbour as yourself" (Matt. 22:39–40) to love your secular lord as you would love the Lord Christ himself underscores the importance that Alfred placed upon lordship, which he understood as a sacred bond instituted by God for the governance of man.
Khi so sánh lời giới thiệu của bộ luật với những điều khoản được ghi trong đó, rất khó để phát hiện ra bất kỳ sự sắp xếp hợp lý nào. Những ai đọc bộ luật sẽ chỉ thấy một hỗn hợp các điều luật linh tinh. Các bộ luật, vì đặc tính của nó, không phù hợp để sử dụng trong các vụ kiện. Trên thực tế, một số điều luật của Alfred trái với luật của Ine, vốn là một phần không thể thiếu của bộ luật. Patrick Wormald giải thích rằng bộ luật của Alfred nên được hiểu không phải là một thủ tục pháp lý, nhưng mà là một tuyên ngôn về ý thức hệ của vương quyền, "thiết kế cho tác động tượng trưng hơn là chỉ đạo thực tiễn" . Trong thực tế, điều khoản quan trọng nhất trong bộ luật cũng chính là câu đầu tiên: "Chúng tôi ra lệnh cấm, những gì là cần thiết nhất, mà mỗi người phải giữ cẩn thận trong lời thề và cam kết của họ", diễn tả một nguyên lý cơ bản của pháp luật Anglo-Saxon .
Alfred dành một sự quan tâm và suy nghĩ đáng kể đến các vấn đề tư pháp. Asser nhấn mạnh mối quan tâm của ông cho sự công bằng tư pháp. Alfred, theo Asser, sau khi xem xét các bản án tạo ra bởi ealdormen và reeve, khẳng định rằng ông "sẽ xem xét cẩn thận gần như tất cả các bản án đã được thông qua [cấp] trong sự vắng mặt của ông ở bất cứ đâu trong lãnh địa, để xem chúng chúng có công bằng hay không" . Một hiến chương từ triều đại của con trai ông là Edward Trưởng giả đã mô tả Alfred nghe được lời kêu gọi như vậy trong buồng ngủ của ông, trong khi đang rửa tay .
Asser đại diện Alfred như một thẩm phán Solomon, siêng năng trong việc điều tra pháp lý và trách mắng các quan chức hoàng gia đã đưa ra các bản án bất công hay không khôn ngoan. Mặc dù Asser chưa bao giờ nói về bộ luật của Alfred, ông cũng nói rằng Alfred khẳng định rằng các thẩm phán của ông là biết chữ để họ có thể áp dụng chính mình "để theo đuổi sự khôn ngoan." Việc không tuân theo mệnh lệnh này của hoàng gia này sẽ bị trừng phạt bằng cách cách chức .
Ký sự Anglo-Saxon, sáng tác vào thời của vua Alfred, có lẽ được viết để thúc đẩy sự thống nhất đất nước (nước Anh) , trong khi cuốn Cuộc đời của Vua Alfred của Asser lại ca ngợi các thành tựu và phẩm chất cá nhân của Alfred. Có thể là tài liệu này được thiết kế theo cách này để chúng có thể được phổ biến ở xứ Wales, vốn được Alfred nắm quyền kiểm soát vào thời điểm đó .

## Quan hệ với bên ngoài
Asser miêu tả quan hệ của Alfred với các cường quốc nước ngoài, nhưng rất ít thông tin nhất định có sẵn . Sụ quan tâm của ông đối với nước ngoài được thể hiện bởi các phần thêm vào mà ông thực hiện trong bản dịch của Orosius. Ông trao đổi thư từ với Elias III, Thượng Phụ của Giêrusalem  và mở đại sứ quán đến Rome để truyền đạt những bố thí của người Anh với Giáo hoàng một cách khá thường xuyên  Khoảng năm 890, Wulfstan của Hedeby đã thực hiện một cuộc hành trình từ Hedeby ở Jutland dọc biển Baltic đến thị trấn thương mại Truso ở Phổ. Bản nhân Alfred thu thập thông tin chi tiết của chuyến đi này .
Quan hệ của Alfred với các hoàng tử Celtic ở nửa phía Tây của nước Anh thì rõ ràng hơn. Tương đối sớm trong triều đại của ông, theo Asser, các hoàng tử xứ Nam Wales, do áp lực từ Bắc Wales và Mercia, đã ca tụng Alfred. Cuối triều đại của ông Bắc Welsh cũng noi theo gương của họ, và sau này đã phối hợp với ngườitiếng Anh trong các chiến dịch năm 893 (hoặc 894). Alfred cũng gửi bố thí cho các tu viện ở Irish và Continental dựa trên thẩm quyền của Asser. Chuyến thăm của ba người hành hương "Scot" (tức là Irish) đến Alfred vào năm 891 chắc chắn là có thực. Câu chuyện việc bản thân ông trong thời thơ ấu của mình đã được gửi đến Ireland để được chữa lành bởi Thánh Modwenna, mặc dù là thần thoại, đã thể hiện sự quan tâm của Alfred đến hòn đảo này .

## Tôn giáo và văn hóa

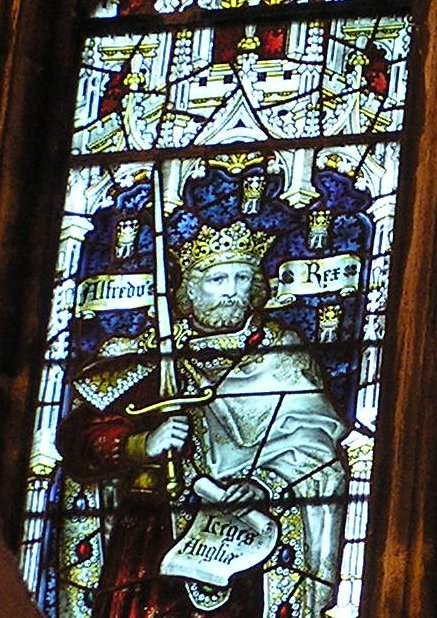
Hình ảnh của Alfred Đại Đế trên kính màu tại cửa sổ phía Tây của cánh ngang phía Nam của Nhà thờ chính tòa Bristol.

Vào những năm 880, cùng lúc với việc "thuyết phục và đe dọa" những quý tộc của mình xây dựng và quản lý các burh, Alfred, có lẽ được truyền cảm hứng từ Hoàng đế Charlemagne sống gần một thế kỷ trước, cũng đã nỗ lực để thực hiện tham vọng khôi phục giáo dục. Trong thời kỳ này, những cuộc tấn công của người Viking thường được xem như sự trừng phạt của thần linh, và Alfred có lẽ đã cố phục hồi tôn giáo để làm dịu cơn thịnh nộ của Chúa. Công cuộc này dẫn tới việc chiêu mộ các tu sĩ có học thức từ Mercia, Wales và ngoại quốc nhằm nâng cao trình độ của triều đình và của các giám mục quản lý nhà thờ; việc thiết lập một trường học trong cung để giáo dục các con của ông, con trai của các quý tộc, và các cậu bé có tố chất về mặt trí tuệ ở các tầng lớp thấp hơn; yêu cầu phải biết chữ đối với những người cai quản các cấp chính quyền; một loạt các hoạt động dịch thuật ra tiếng Latin bản địa các tác phẩm mà nhà vua cho rằng "mọi người cần phải biết nhất"; sự biên soạn một biên niên ký chi tiết về nguồn gốc của vương quốc và gia tộc của Alfred, với ông tổ là Adam, làm cho vị vua này có xuất thân từ kinh thánh.
Có rất ít ghi chép về hệ thống nhà thờ dưới thời của Alfred. Các cuộc tấn công của người Đan Mạch đặc biệt phá hoại các tu viện, và Alfred đã cho thành lập các tu viện ở Athelney và Shaftesbury, những nhà dòng đầu tiên ở Wessex kể từ đầu thế kỷ thứ VIII. Theo Asser, Alfred đã lôi kéo các thầy tu ngoại quốc tới tu viện ở Athelney của ông vì có rất ít người dân bản địa muốn trở thành tu sĩ.
Alfred không có cải cách gì về hệ thống tu viện hay các thói quen tín ngưỡng ở Wessex. Đối với ông, điều chính yếu để khôi phục niềm tin vào tôn giáo của vương quốc là phải có các giám mục và cha trưởng tu viện ngoan đạo, có học thức cao và tốt bụng. Trong vai trò một vị vua, ông cảm thấy mình phải chịu trách nhiệm về phúc lợi về mặt trần thế và tinh thần của con dân mình. Quản lý các vấn đề thế tục và tinh thần không phải là hai hạng mục quá tách biệt đối với Alfred.
Ông cũng rất thoải mái trong việc chia sẻ bản dịch Pastoral Care của Giáo hoàng Gregory I cho các giám mục để họ có thể đào tạo và giám sát các giáo sĩ tốt hơn, và chỉ định các giám mục này làm quan chức và thẩm phán. Tuy vậy, lòng mộ đạo cũng không ngăn ông sung công những phần đất có vị trí chiến lược thuộc nhà thờ, nhất là những bất động sản dọc biên giới Danelaw, và chuyển đổi chúng thành các thành trì thuộc hoàng gia để có thể chống lại các đợt tấn công của người Viking tốt hơn.

### Sự ảnh hưởng của các cuộc tấn công từ Đan Mạch tới giáo dục
Các cuộc tấn công từ Đan Mạch đã tàn phá nền giáo dục của nước Anh. Alfred đã than thở trong phần lời tựa của cuốn Pastoral Care rằng "nền giáo dục đã suy tàn tới mức không có nhiều người ở phía bên đây của Humber có thể hiểu được các buổi lễ linh thiêng bằng tiếng Anh hay thậm chí dịch một chữ cái từ tiếng Latin sang tiếng Anh, và ta cho rằng cũng không có nhiều người như vậy ở bên kia của Humber"

## Vinh danh
Alfred được giáo hội Công giáo Rôma và Chính Thống giáo phương Đông phong thánh và được xem là anh hùng của nhà thờ Thiên Chúa giáo trong cộng đồng giáo phái Anh, với ngày lễ là 26 tháng 10, và có thể được vẽ trên kính màu ở các nhà thờ Anh.

## Di sản
Phần lớn cải cách của vua Alfred được xem là đặt nền tảng cho việc xây dựng nước Anh.